# Alysson tricolor

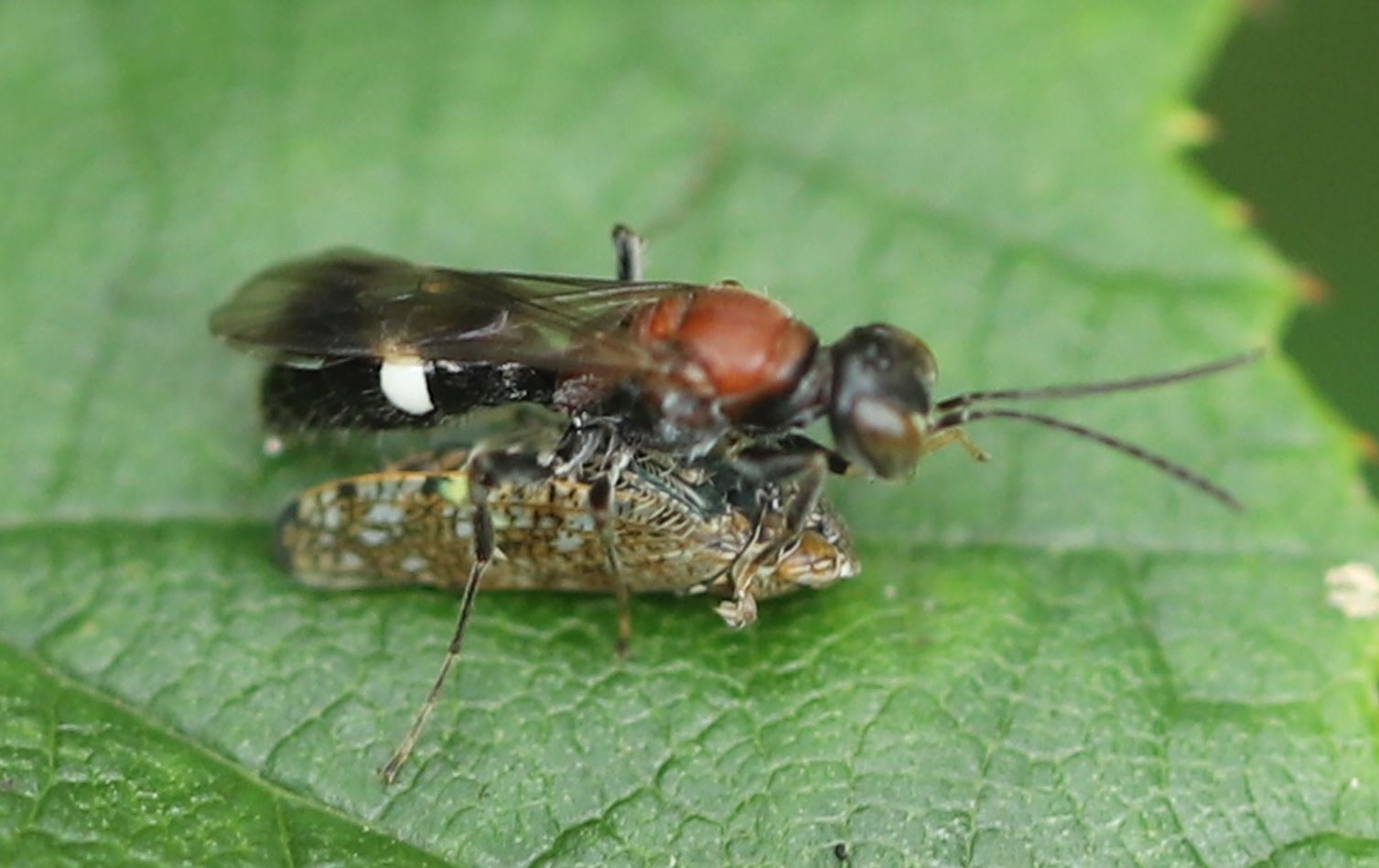
Weibchen mit erbeuteter Orientzikade

Alysson tricolor ist ein Hautflügler aus der Familie der Crabronidae. Sie ist in Europa eine von sechs Arten der Gattung Alysson. Die ursprünglich südeuropäische Grabwespen-Art hat sich offenbar in den letzten Jahren an verschiedenen Standorten in Deutschland etabliert. Das lateinische Art-Epitheton tricolor bedeutet „dreifarbig“ und bezieht sich auf die Färbung des Weibchens.

## Merkmale
Die Grabwespen sind etwa 7 bis 8 Millimeter lang. Die Art weist einen ausgeprägten Geschlechtsdimorphismus auf.
Der obere Teil des Mesosoma der ansonsten bräunlich-schwarz gefärbten Weibchen ist rot gefärbt. Das zweite Abdominaltergit weist seitlich jeweils einen großen weißen Fleck auf. Der Kopf ist überwiegend schwarz gefärbt. Entlang dem Innenrand der bräunlichen Facettenaugen verläuft ein weißlicher Strich. Die Weibchen besitzen eine 11-gliedrige Fühler-Geißel. Die Beine sind überwiegend schwarz. Nahe dem äußeren Ende der Vorderflügel verläuft ein dunkler Querstreifen.
Die Männchen sind überwiegend schwarz gefärbt. Sie weisen einen gelben Augeninnenrand auf. Die Beine sind rötlich gefärbt. Entlang dem Vorder- und Seitenrand des Pronotum befinden sich insgesamt vier gelbe längliche Flecke. Auf dem Schildchen (Scutellum) befindet sich ein größerer gelber Fleck. An den Seiten des Hinterleibs befindet sich jeweils ein mittelgroßer gelber Fleck. Die Fühlergeißel ist 12-gliedrig.

## Vorkommen
Alysson tricolor ist im Mittelmeerraum verbreitet. Dort reicht ihr Vorkommen von der Iberischen Halbinsel über Frankreich und Italien bis nach Kleinasien. Ferner ist die Art in Südosteuropa (Bulgarien, Rumänien) vertreten. Nach Norden hin dehnt die Grabwespenart ihr Verbreitungsgebiet allmählich aus. Sie ist in der Schweiz und in Österreich nachgewiesen. In Baden-Württemberg und in Hessen war die Art schon vor 2012 bekannt. Mittlerweile gibt es Neufunde in Rheinland-Pfalz (2012), in Sachsen, in Niedersachsen (2020) und in Bayern (2020). Aus Belgien gibt es offenbar auch erste Nachweise.

## Lebensweise
Alysson tricolor besiedelt insbesondere trockene und temperaturbegünstigte Lebensräume mit Sandboden wie etwa Waldränder. Die Tiere fliegen von April bis September. Die Weibchen legen ihre Nisthöhle am Boden an und versorgen die Brut mit verschiedenen Zwergzikadenarten, d. h. die gefangenen Tiere werden gelähmt und in die Nisthöhle eingetragen. In der Schwetzinger Hardt wurde ein Weibchen mit einer erbeuteten Orientzikade (Orientus ishidae) beobachtet (siehe Foto). Diese ist eine ebenfalls erst in jüngerer Zeit eingewanderte Insektenart und mittlerweile sehr häufig. Als weitere Beutearten wurden die Auenbaumzirpe (Allygus modestus), Strauchzirpen (Fieberiella), die Bärtige Winkerzikade (Idiocerus herrichii) und die Glanzzirpe (Lamprotettix  nitidulus) identifiziert.